# Hemibystra nigrosparsa
Hemibystra nigrosparsa är en stekelart som beskrevs av Heinrich 1968. Hemibystra nigrosparsa ingår i släktet Hemibystra och familjen brokparasitsteklar. Inga underarter finns listade i Catalogue of Life.